# Koto Tangah Simalanggang
Koto Tangah Simalanggang is een bestuurslaag in het regentschap Lima Puluh Kota van de provincie West-Sumatra, Indonesië. Koto Tangah Simalanggang telt 3649 inwoners (volkstelling 2010).